# Lars Granath
Lars Åke Harald Granath, född 8 juni 1958 i Linköping, är en svensk politiker (liberal). Han var förbundsordförande i Folkpartiets ungdomsförbund mellan 1987 och 1989 och är sedan 1990-talet lokalpolitiker i Solna kommun.